# Rigidesa cadavèrica
La rigidesa cadavèrica o rigor mortis és un signe recognoscible de mort (del llatí mortis) que és causat per un canvi químic en els músculs que causa un estat de rigidesa (del llatí rigor) i inflexibilitat en les extremitats i una dificultat per a moure o manipular el cadàver. A una temperatura normal el rigor mortis sol aparèixer a les 3-4 hores després de la mort clínica i el rigor sol tenir un efecte complet al voltant de les 12 hores.

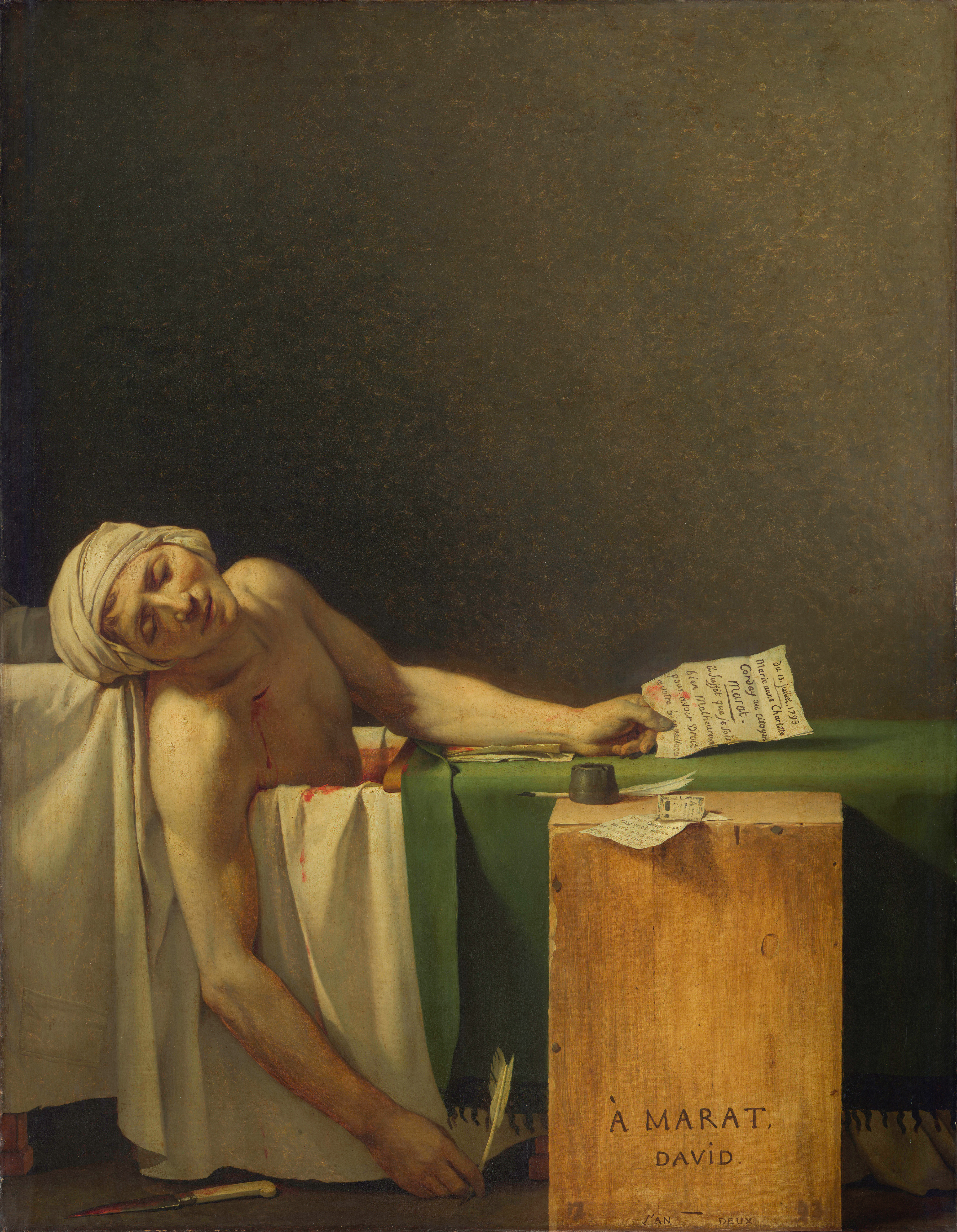
La mort de Marat, de Jacques Louis David.

Finalment el rigor mortis es relaxa i cedeix quan els músculs es descomponen, procés que és accelerat per l'àcid làctic residual de l'obtenció d'ATP, el terme “ert” que se'ls dona als morts prové d'aquest fenomen.
Quan l'organisme mor, la membrana del reticle sarcoplàsmic (RS) passa d'ésser de permeabilitat selectiva a semipermeable, açò ocasiona que els ions de calci isquen del RS per a arribar a un equilibri, aquests ions ocasionen que la troponina canvie de lloc i moga a la tropomiosina, la qual deixa al descobert els llocs d'unió per a en la molècula d'actina, la miosina s'uneix i efectua el colp de poder, no obstant això al cap de poc s'acaba l'ATP i sense més glicogen per a reposar-lo les molècules de miosina queden sense poder soltar-se.
El rigor és generalment mesurat en “lleu”, “d'hora”, “moderat” i “complet”, açò és totalment subjectiu però la percepció de rigidesa en una articulació és “lleu”, dificultat per a moure una articulació és “moderat” i quan s'ha d'usar gran força és rigor “complet”.
| Mecanisme   | Comença  | Manifest  | Màxim      | Desapareix  |
| ----------- | -------- | --------- | ---------- | ----------- |
| Canvi físic | Immediat | 1-6 hores | 6-24 hores | 12-36 hores |

La rigidesa cadavèrica és molt important per a la tecnologia càrnia, ja que és un dels factors que determinen la qualitat de la carn, si la carn és congelada immediatament després de sacrificar l'animal s'augmenta la concentració de calci fora del RE i ocorre un fenomen dit curtament pel fred, pel qual la carn es redueix a un terç de la seua grandària i, per tant, hi ha una pèrdua d'aigua, vitamines, minerals i proteïnes solubles en aigua a més del fet que la carn es posa dura. Per a prevenir açò la carn és estimulada elèctricament per a produir contraccions.
Les següents condicions afecten el rigor mortis:
- Temperatura
- Malaltia
- Activitat abans de la mort
- Condicions físiques en les que es troba el cos